# Thronende Göttin von Tarent

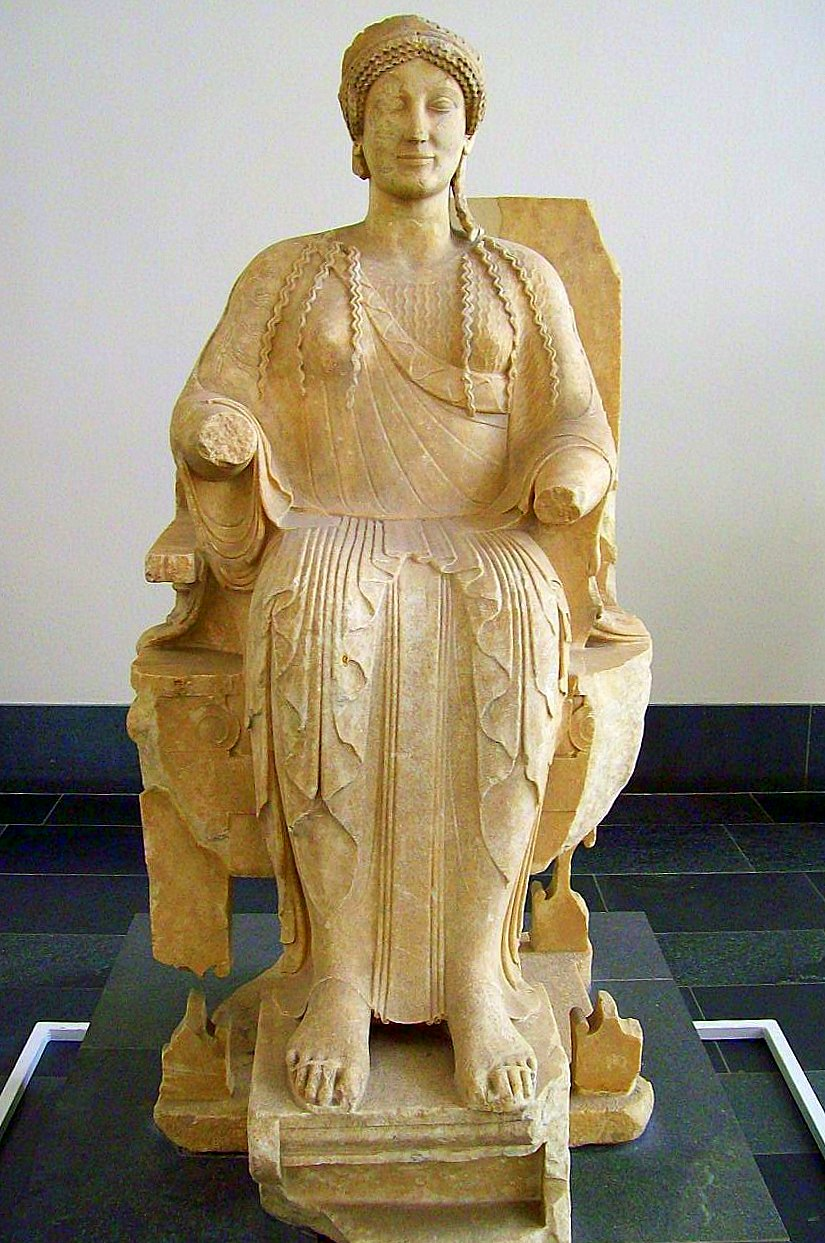
Die Thronende Göttin von Tarent in der vormaligen Ausstellung im Pergamonmuseum.

Die Thronende Göttin von Tarent ist eine griechische Marmorstatue aus dem zweiten Viertel des 5. Jahrhunderts v. Chr., die sich in der Berliner Antikensammlung (Inventarnummer Sk 1761) befindet.
Arbeiter fanden die 151 cm hohe Statue 1911 bei Ausschachtungsarbeiten im Gebiet der süditalienischen Stadt Tarent in einer vier Meter tiefen Grube, in der sie bereits in antiker Zeit versteckt wurde. 1916 konnte sie Theodor Wiegand von dem Kunsthändler Jacob Hirsch für die Berliner Museen erwerben. 1925 wurden weitere acht Fragmente erworben, die an den Thron der Göttin anpassen. Seit Februar 2011 ist die Statue in der Neuaufstellung der griechischen Kunst der Berliner Antikensammlung im Alten Museum am Lustgarten zu sehen, zuvor war sie Bestandteil der Dauerausstellung der Antikensammlung im Pergamonmuseum.
Die Göttin sitzt in feierlicher Haltung auf einem reich verzierten Thron mit Sitz- und Rückenkissen. Die mit Sandalen bekleideten Füße ruhen auf einer hohen Bank. Die vorgestreckten Hände fehlen und hielten vermutlich eine Frucht und ein Salbgefäß. Drei unterschiedliche Gewänder verhüllen den Körper: ein langer Chiton, der bis zu den Füßen reicht, ein schräger Mantel, der mit sechs Spangen über dem rechten Oberarm zusammengehalten wird und ein feines Umschlagtuch, das den Rücken und Teile der Arme bedeckt. Im Haar steckt ein Diadem mit Löchern und Schlitzen für einen verlorenen metallenen Zierrat. An den Ohrläppchen trug die Göttin ein Gehänge, das gleichfalls aus Metall gearbeitet war.
Der Typus der Thronenden und die strenge, vorwiegend auf die Vorderansicht berechnete Komposition sprechen dafür, dass mit der Berliner Statue eines der wenigen Kultbilder des frühen 5. Jahrhunderts v. Chr. erhalten ist. Bei der Benennung der Figur wird man in erster Linie an Persephone, Hera oder Aphrodite gedacht haben. Die Göttin von Tarent ist bald nach 480 v. Chr. entstanden.